# Yan Lu
Yan Lu (* 2. September 1976 in Wuxi, Volksrepublik China) ist eine chinesischstämmige Chemikerin und Hochschullehrerin an der Friedrich-Schiller-Universität Jena.

## Leben
Lu studierte von 1994 bis 1998 am College of Polymer Science and Engineering der China Textile University in Shanghai, wo sie 1994 den Bachelor- und 1998 den Master-Abschluss erhielt. Das anschließende Promotionsstudium absolvierte sie ab 2001 am Institut für Makromolekulare Chemie und Textilchemie der Technischen Universität Dresden. 2005 wurde Lu mit einer Dissertation zum Thema „Polypyrrole-containing Composite Particles: Preparation, Characterization and Application“ promoviert. Es folgte von 2005 bis 2006 ein Postdoc-Aufenthalt an der Universität Bayreuth, wo sie anschließend bis 2009 die Position einer Akademischen Rätin innehatte. Ab 2009 forschte Yan Lu am Helmholtz-Zentrum Berlin für Materialien und Energie (HZB) und wurde 2017 Professorin am Institut für Chemie der Universität Potsdam und am HZB. 2023 erfolgte der Ruf als Professorin für Hybridmaterialien für elektrochemische Energiespeicher und Wandler an die Friedrich-Schiller-Universität Jena. Zusätzlich ist Lu Co-Direktorin des 2023 von der Universität Jena und dem Helmholtz-Zentrum Berlin gegründeten Helmholtz-Instituts für Polymere in Energieanwendungen Jena (HIPOLE Jena).

## Forschung
Yan Lu forscht zur Entwicklung neuartiger Batterien, wie beispielsweise Lithium-Schwefel-Batterien oder Batterien auf der Basis von Hybridmaterialien, die als Alternative zu den herkömmlichen Lithium-Ionen-Batterien eingesetzt werden können.

## Weitere Aktivitäten
Yan Lu ist Mitglied des Editorial Boards der Zeitschrift ChemNanoMat (Wiley-VCH Verlag, seit 2022), Mitherausgeberin des Journal of Colloid and Interface Science (Elsevier, seit 2022) und der Zeitschrift Advanced Fiber Material (Springer Nature, seit 2021), sowie Beiratsmitglied des Journals Energy Advances der Royal Society of Chemistry (seit 2019).

## Publikationen (Auswahl)
- Dongjiu Xie, Yaolin Xu, Yonglei Wang, Xuefeng Pan, Eneli Härk, Zdravko Kochovski, Alberto Eljarrat, Johannes Müller, Christoph T. Koch, Jiayin Yuan, Yan Lu: Poly(ionic liquid) Nanovesicle-Templated Carbon Nanocapsules Functionalized with Uniform Iron Nitride Nanoparticles as Catalytic Sulfur Host for Li–S Batteries. In: ACS Nano. Band 16, Nr. 7, 2022, S. 10554–10565, doi:10.1021/acsnano.2c01992, PMID 35786866.
- Hongtao Yu, Andreas Siebert, Shilin Mei, Raul Garcia‐Diez, Roberto Félix, Ting Quan, Yaolin Xu, Johannes Frisch, Regan G. Wilks, Marcus Bär, Chun Pei, Yan Lu: Electrochemical Realization of 3D Interconnected MoS 3 / PPy Nanowire Frameworks as Sulfur‐Equivalent Cathode Materials for Li‐S Batteries. In: ENERGY & ENVIRONMENTAL MATERIALS. 2023, doi:10.1002/eem2.12539.
- Yaolin Xu, Kang Dong, Yulin Jie, Philipp Adelhelm, Yawei Chen, Liang Xu, Peiping Yu, Junghwa Kim, Zdravko Kochovski, Zhilong Yu, Wanxia Li, James LeBeau, Yang Shao‐Horn, Ruiguo Cao, Shuhong Jiao, Tao Cheng, Ingo Manke, Yan Lu: Promoting Mechanistic Understanding of Lithium Deposition and Solid‐Electrolyte Interphase (SEI) Formation Using Advanced Characterization and Simulation Methods: Recent Progress, Limitations, and Future Perspectives. In: Advanced Energy Materials. Band 12, Nr. 19, 2022, doi:10.1002/aenm.202200398.
- Kang Dong, Yaolin Xu, Jinwang Tan, Markus Osenberg, Fu Sun, Zdravko Kochovski, Duong Tung Pham, Shilin Mei, André Hilger, Emily Ryan, Yan Lu, John Banhart, Ingo Manke: Unravelling the Mechanism of Lithium Nucleation and Growth and the Interaction with the Solid Electrolyte Interface. In: ACS Energy Letters. Band 6, Nr. 5, 2021, S. 1719–1728, doi:10.1021/acsenergylett.1c00551.